# Altstadtmuseum Hinkelsturm
Das Altstadtmuseum Hinkelsturm ist ein Museum über die Darmstädter Altstadt.

## Geschichte
Das Altstadtmuseum ist nach der Sportgalerie am Großen Woog das zweitkleinste Museum in Darmstadt, es kann aber seit der Eröffnung im Jahre 1997 einen – pro Quadratmeter – regeren Besuch als das Deutsche Museum in München vorweisen.
Für die beiden Objekte kam – erstmals überhaupt – je ein Hessischer Denkmalschutzpreis nach Darmstadt.
Der „Freundeskreis Stadtmuseum Darmstadt e. V.“ (1989 bis 2020) war Träger des Altstadtmuseums; seitdem ist es der Heimatverein Darmstadtia e.V.
Das Altstadtmuseum Hinkelsturm steht in der Nachfolge des bei einem Luftangriff im September 1944 zerstörten Stadtmuseums im Alten Pädagog.
Finanziert wurde das Museum durch Spenden.
So konnte (samt Eigenleistung) 1 Million DM investiert werden – dies ohne städtische Mittel (abgesehen von der Arbeit von Christiane Geelhaar vom städtischen Hochbauamt, die dafür eine Auszeichnung für gute Architektur in Hessen erhielt).
Im Juli 1994 erfolgte der erste Spatenstich für das Museum.
Zunächst musste der Raum zwischen den Stadtmauern an der Lindenhofstraße von einer hohen Trümmerschuttlage geräumt werden.
Zur Eröffnung des Altstadtmuseums wurde das vollendete Altstadtmodell von Christian Häussler vorgestellt, der zuvor schon vier Relieftafeln (Altstadt um 1850) gestaltet hatte, die vor dem Museum in der Lindenhofstraße eingelegt wurden.

## Das Altstadtmuseum heute
Auf drei Etagen wird das Leben in der Altstadt von Darmstadt dargestellt. Im Obergeschoss befindet sich das Altstadtmodell. Von der Altstadt steht nur noch der Gasthof „Goldene Krone“.

## Der Turm
Der aus Natursteinen wiedererrichtete Hinkelsturm hat eine Gesamthöhe von ca. 16 m und steht mitten im westlichen Teil der in etwa von Nord nach Süd verlaufenden doppelten Stadtmauer. Er hat bei quadratischem Grundriss eine Kantenlänge von 5,3 m und besitzt im unteren Bereich beiderseits der Stadtmauer vergitterte Türen. Das Altstadtmuseum befindet sich im oberen Teil des Turms. Der Zugang zum Museum erfolgt zwischen der doppelten Stadtmauer von der Nordseite über 38 Stufen einer Metalltreppe, die neben der Stadtmauer zu einem 7,4 m hoch auf der Mauer liegenden Podest und auf diesem weiter zur Eingangstür führt.
Im Turm befinden sich drei übereinander liegende Räume mit einem Innenmaß von knapp 4 mal 4 m, von denen die beiden oberen über 10-stufige Treppen zu erreichen sind. Die oberste Etage beherbergt das Altstadtmodell sowie ein Stereoskop, durch das verschiedene Ansichten des Modells dreidimensional betrachtet werden können. Gleichzeitig dient diese 12,7 m hoch liegende Ebene mit der fast raumhohen Ringsum-Verglasung als Aussichtsebene, von der man sehr gut zum Stadtkern mit der früheren Altstadt blicken kann. Augenfälligstes Merkmal des Hinkelsturms ist ein weit auskragendes Glasdach, das ringsum in Höhe der Oberkante der Verglasung angebracht ist.

## Bildergalerie

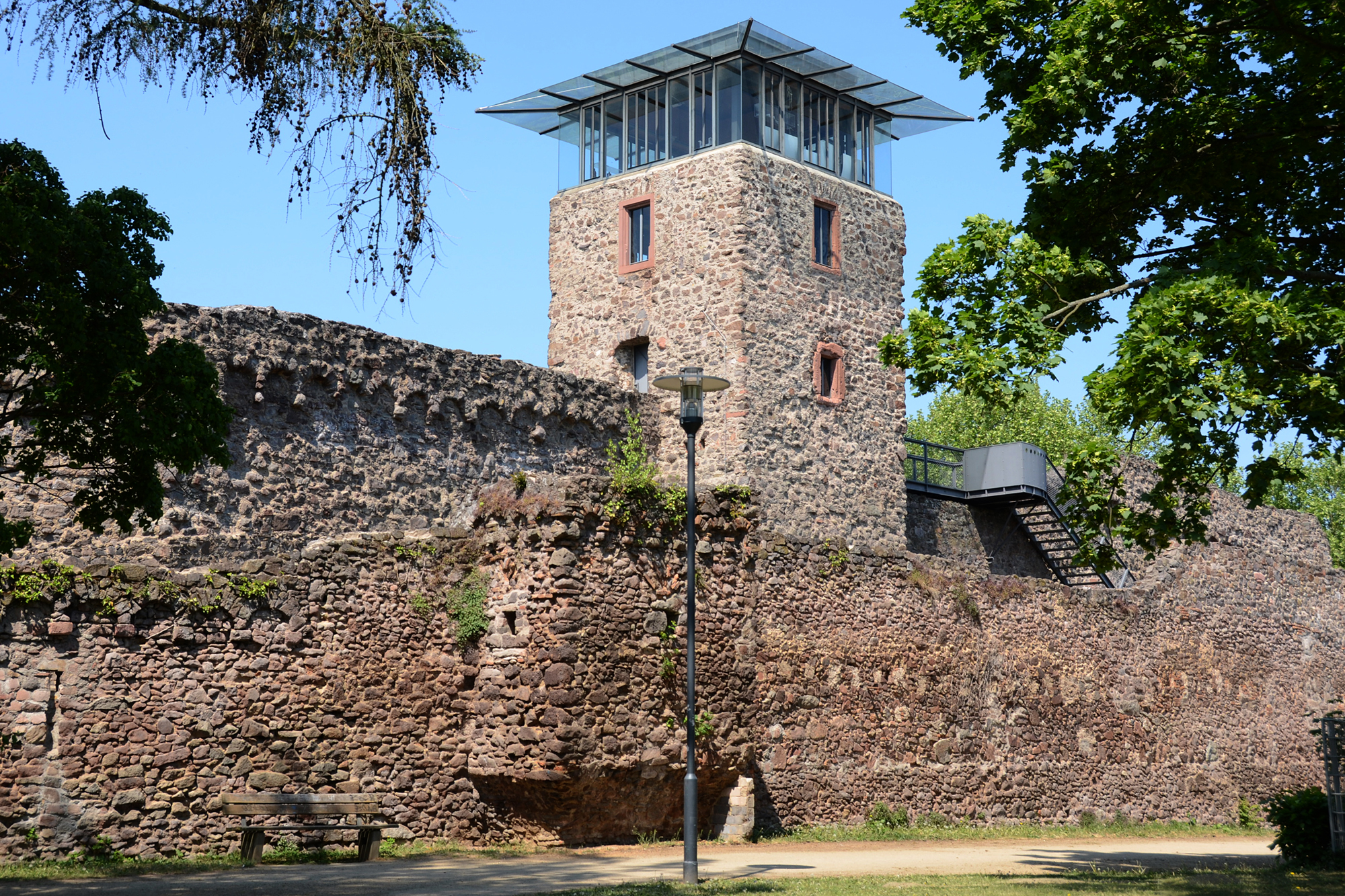
Hinkelsturm (2011)
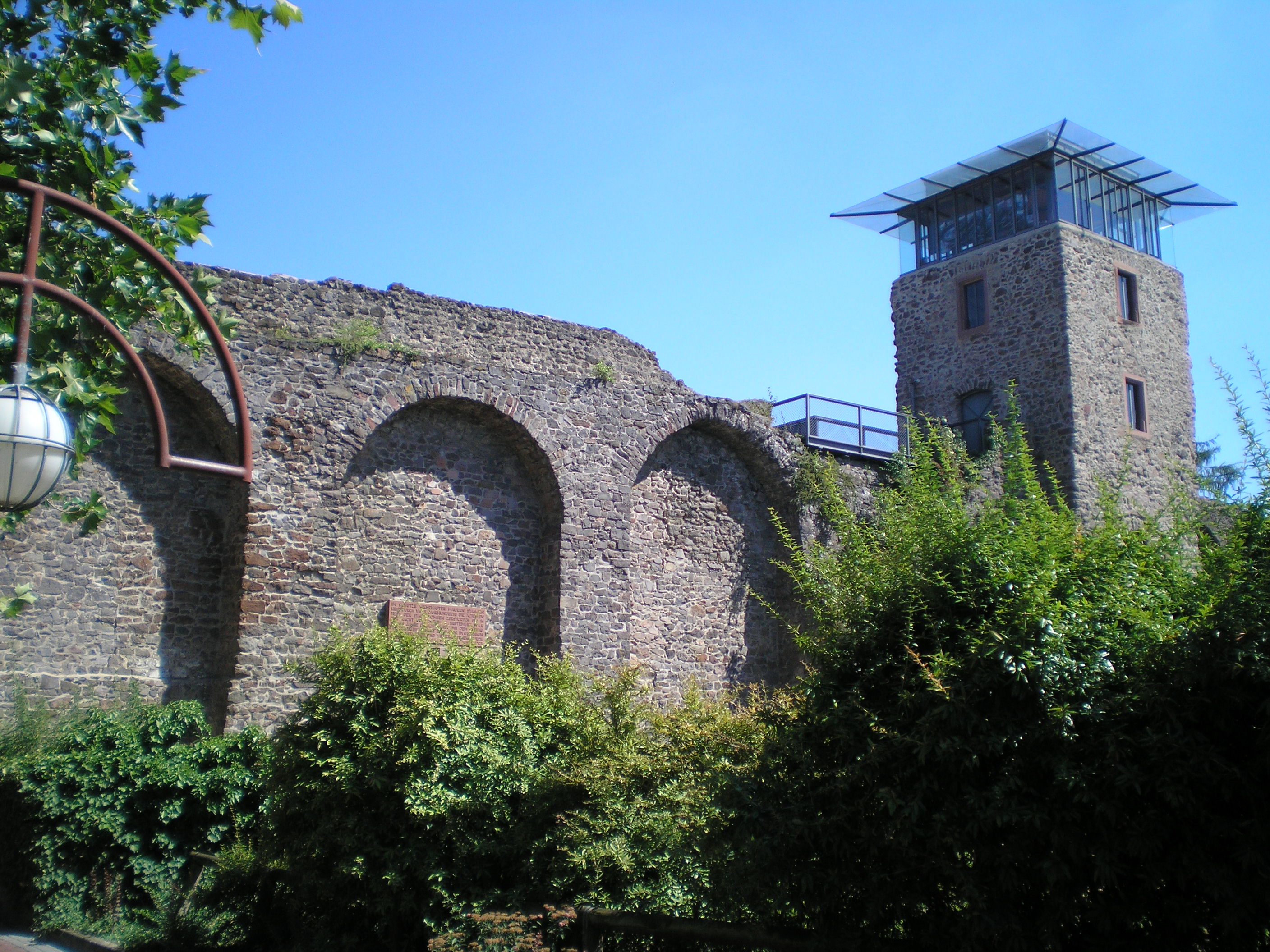
Hinkelsturm (2013)
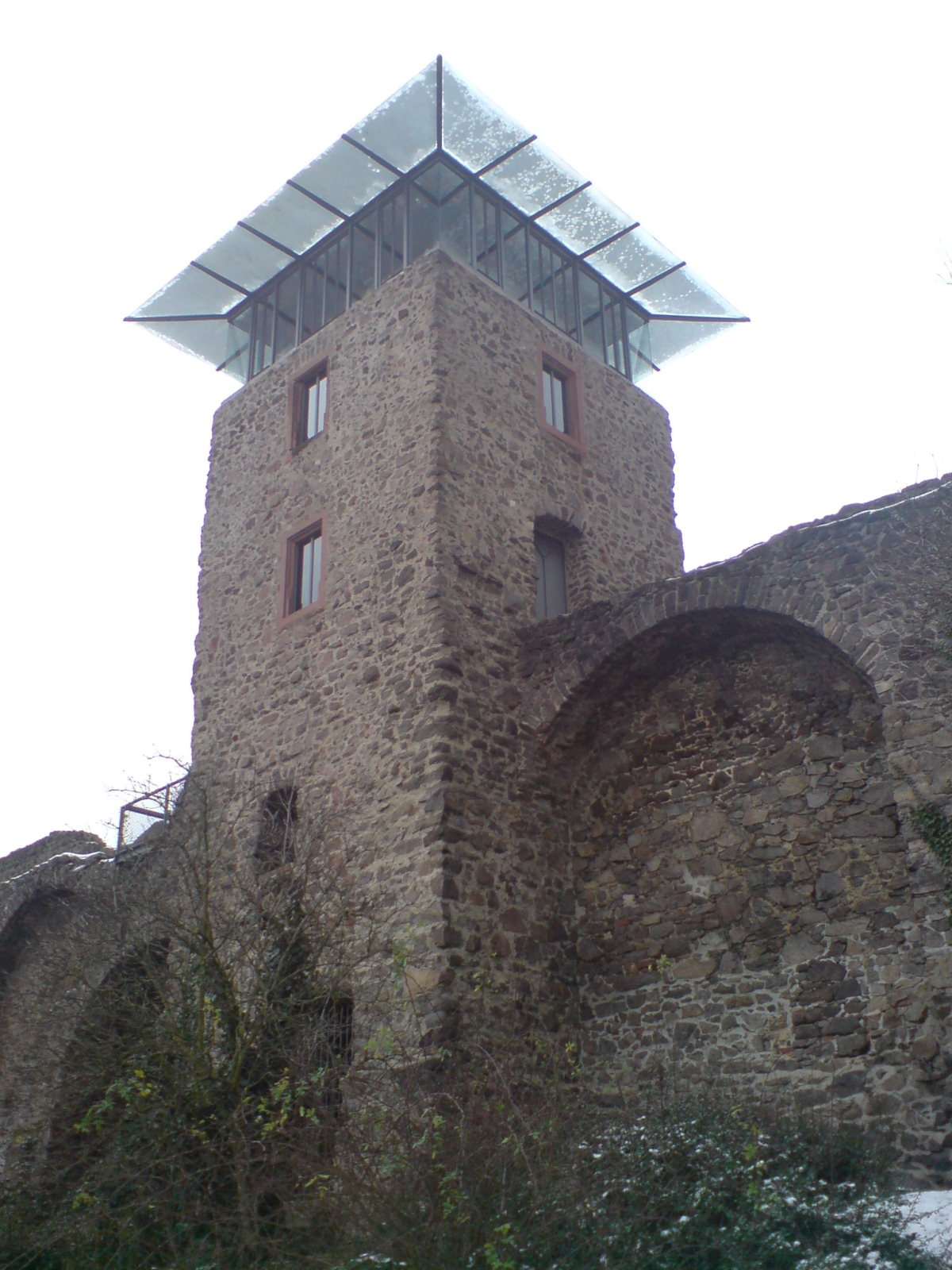
Hinkelsturm (2015)
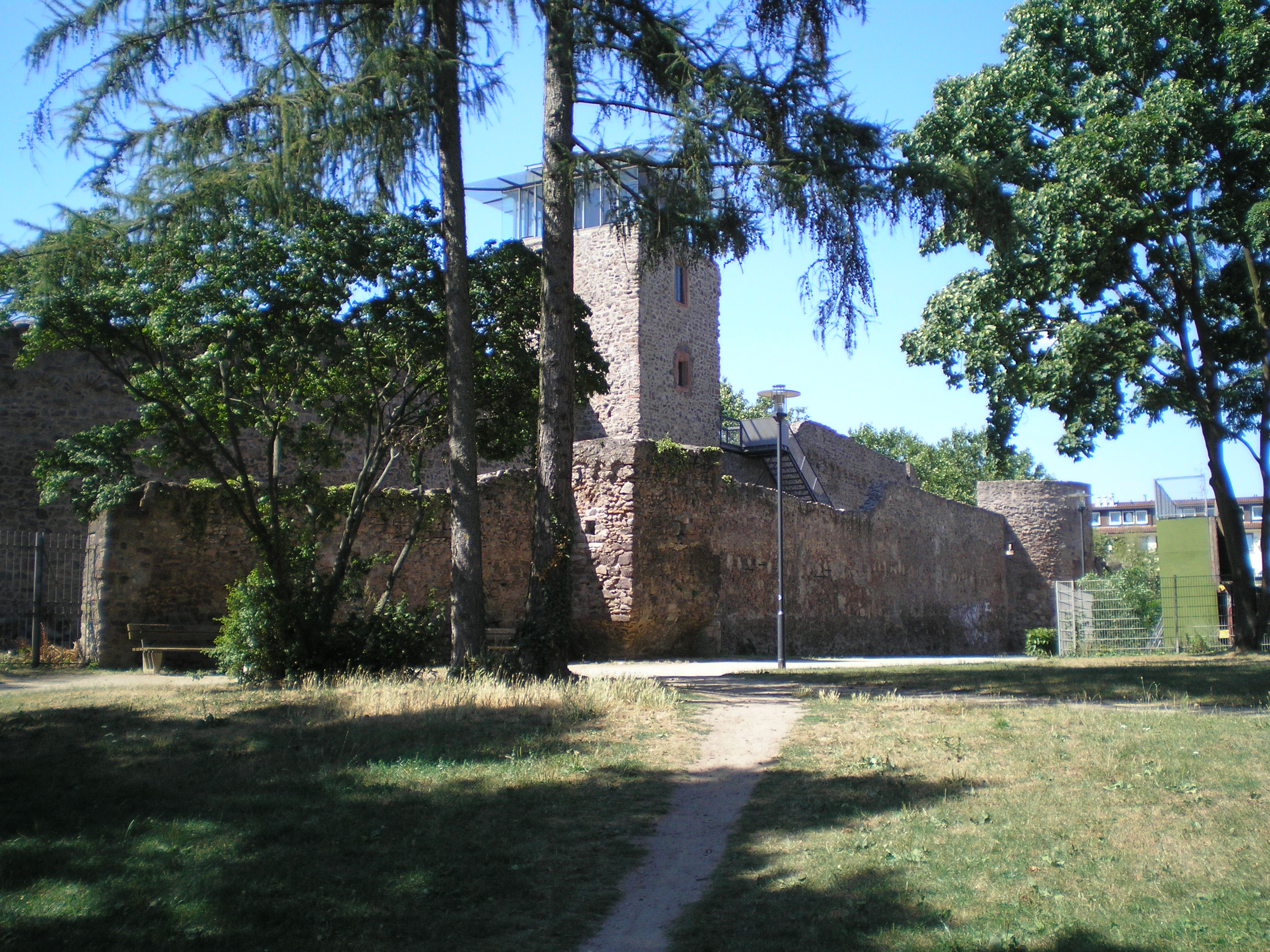
Hinkelsturm (2013)
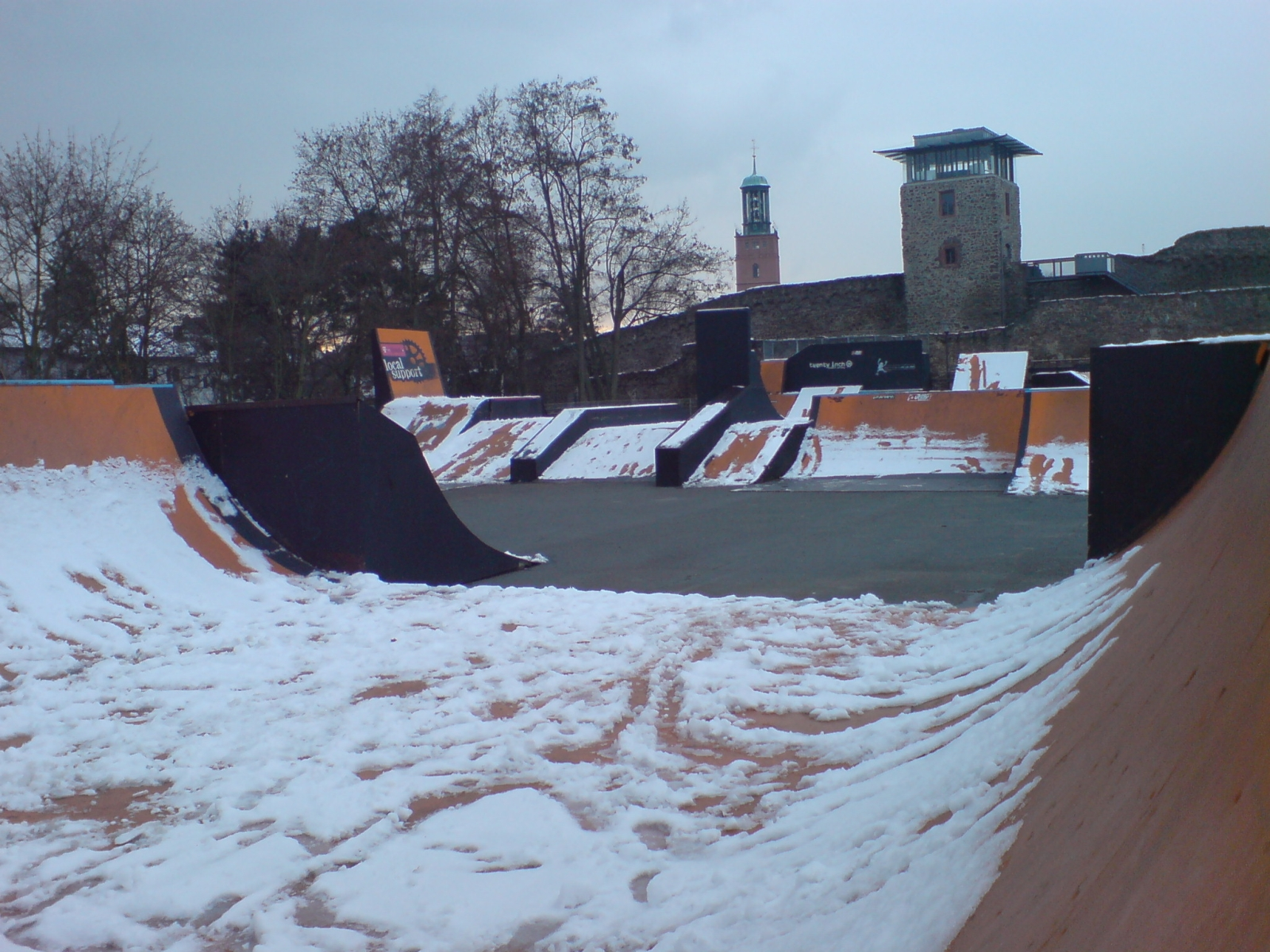
Hinkelsturm (2015)
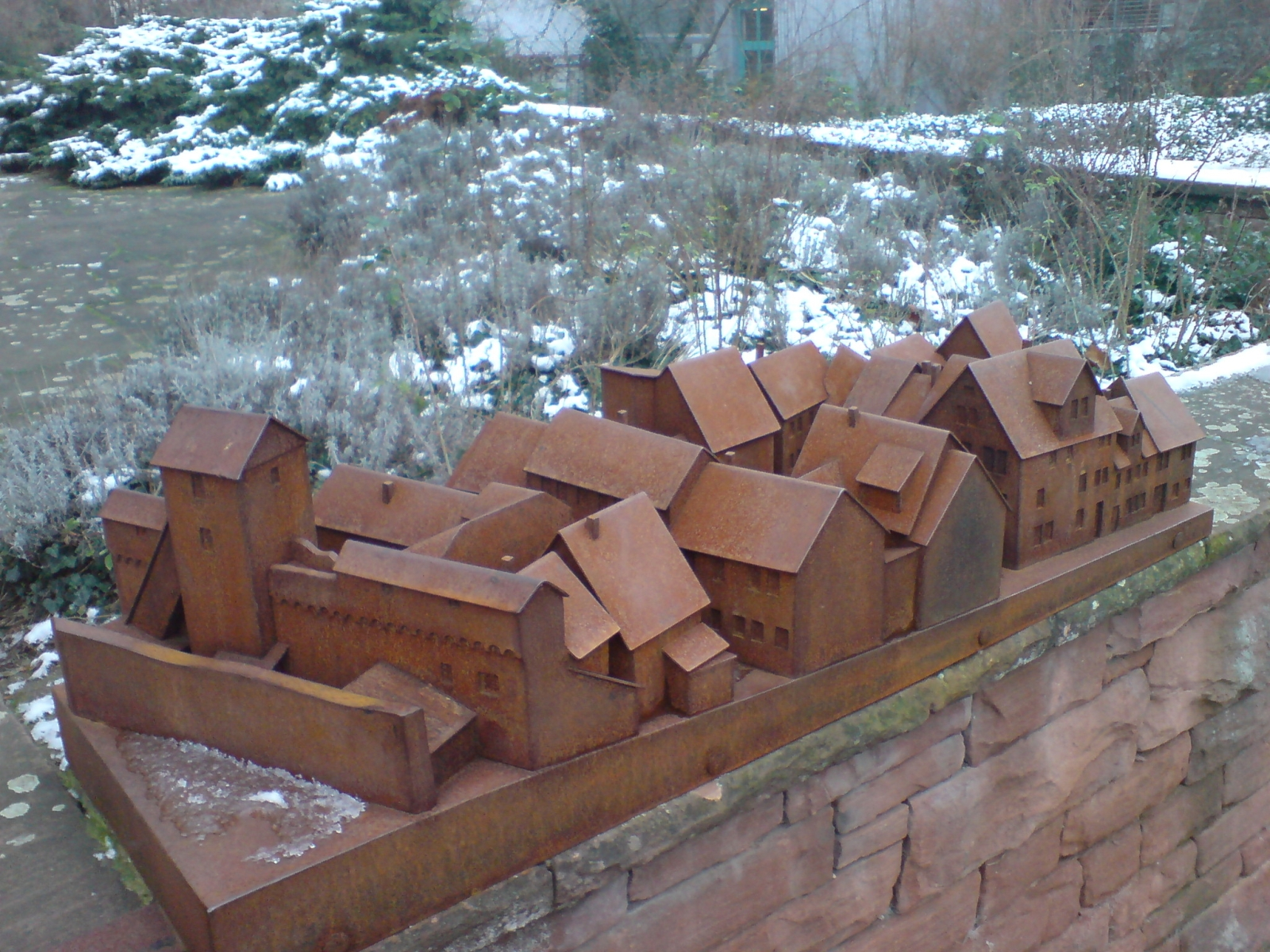
Modell der Altstadt vor dem Hinkelsturm (2014)
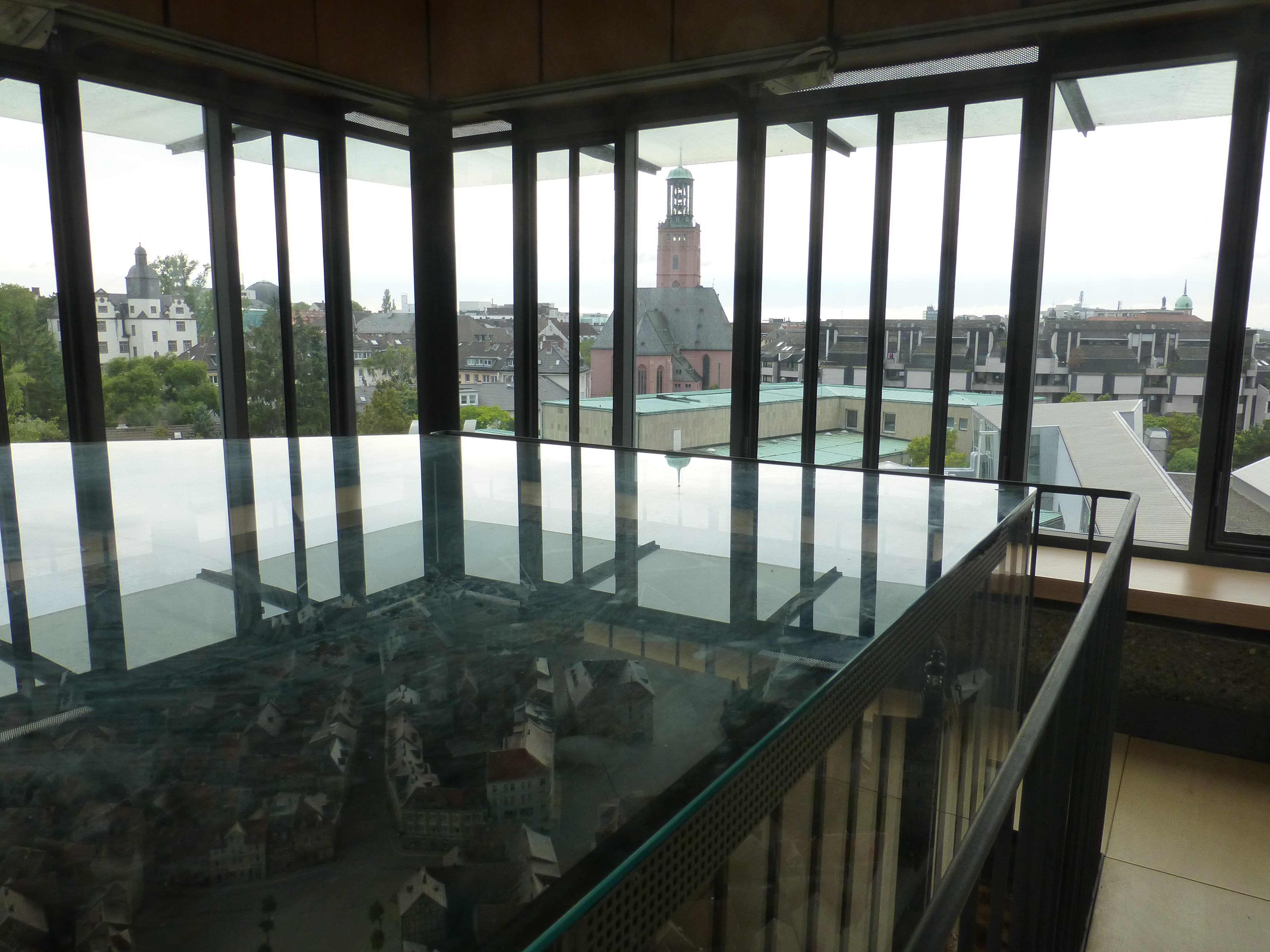
Blick über das Altstadtmodell im Hinkelsturm zur Stadtkirche (2015)
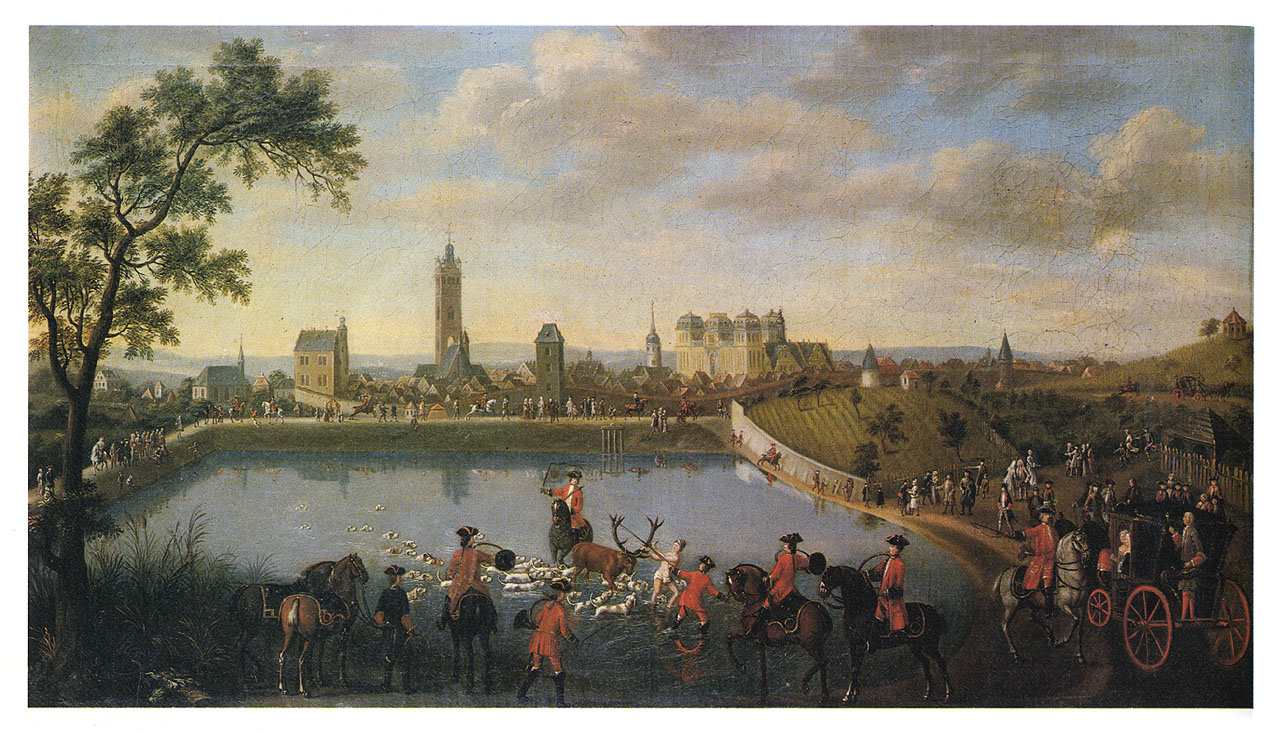
Hinkelsturm (Bildmitte; Mitte des 18. Jahrhunderts)